# 마지막 사건

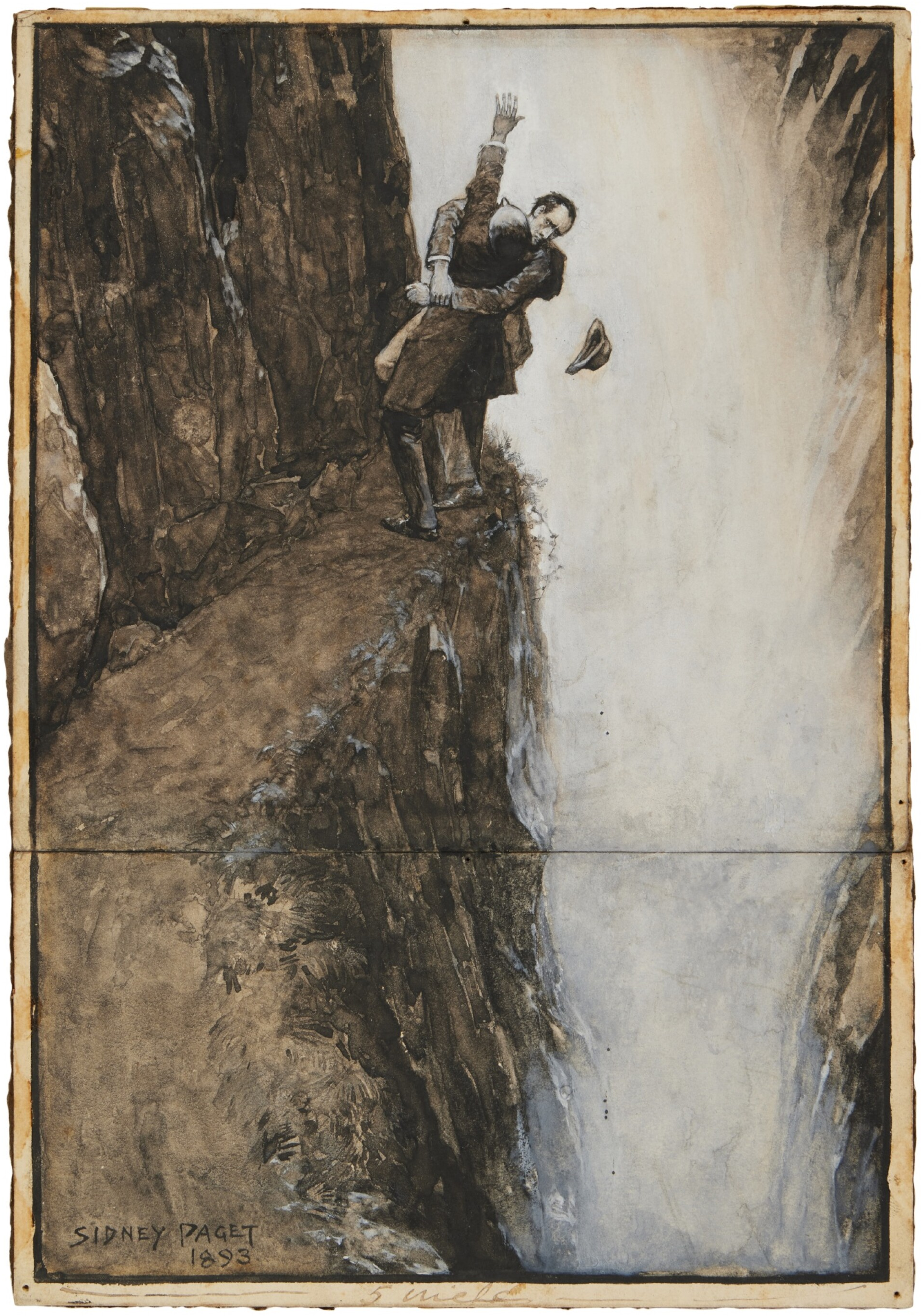
홈즈와 모리아티 교수가 라이헨바흐 폭포에서 격투를 벌이고 있다.(시드니 파젯 삽화)

《마지막 사건》(The Final Problem)은 영국 작가인 아서 코넌 도일의 56개 셜록 홈즈의 단편 소설 중 하나이며, 단편집 《셜록 홈즈의 회상록》에 수록되어 있다. 이 작품은 1893년 스트랜드 잡지(Strand Magazine)에 처음으로 발표되었다. 코넌 도일은 후에 《마지막 사건》을 가장 좋아하는 12개의 셜록 홈즈 작품 중 네 번째로 선정했다.

## 줄거리
이 작품은 1891년이 배경이며, 홈즈의 최대 적수인 범죄계의 대부 제임스 모리아티 교수가 등장한다.
어느 날 저녁 셜록 홈즈는 다소 흥분한 상태에서 손가락 관절에 상처를 입고 왓슨을 찾아왔다. 그는 모리아티 교수가 찾아온 후 세 번의 암살 시도에서 벗어난 것 같았다. 모리아티 교수는 홈즈를 찾아와서 자신을 쫓는 일에서 손을 떼라고 경고했다. 첫 번째 시도는 홈즈가 거리의 모퉁이를 지날 때 였는데, 택시가 갑자기 그에게 돌진했지만 간신히 피해서 위기를 넘겼다. 두 번째는 홈즈가 길을 걷고 있을 때, 한 남자가 지붕에서 벽돌을 떨어뜨렸지만 다행스럽게 맞지는 않았다. 홈즈는 경찰을 불러 그 지역을 수색하게 했지만 아무것도 입증할 수 없었다. 세 번째는 단장으로 무장한 거친 남자에게 공격을 받았다. 홈즈는 격투를 벌여 그를 제압하고 그를 경찰에 넘겼지만, 아직까지 그가 모리아티 교수와 연관되었다는 것을 증명하지 못했다.
홈즈는 모리아티 교수와 하수인들을 수 개월 동안 추적해온 결과, 그들을 모두 일망타진해서 피고석에 세우기 직전이었다. 모리아티 교수는 잘 조직된 범죄조직의 핵심 인물이었고, 모리아티 교수를 잡을 수만 있다면 홈즈는 그의 경력중 최고의 성과라고 생각하고 있었다. 물론 모리아티 교수는 홈즈의 계획을 방해했고, 성과도 좋았다.
홈즈는 왓슨에게 유럽 대륙으로 같이 여행을 가자고 부탁했고, 적에게 미행을 당하지 않도록 특별한 지시를 내렸다. 홈즈는 갈 곳을 특별히 정하지 않았다.
다음 날 왓슨은 홈즈의 지시대로 열차의 일등석에서 친구를 기다렸지만 홈즈는 나타나지 않고 웬 이탈리아 목사가 있었다. 그 목사는 바로 변장한 홈즈였다.
열차가 빅토리아 역을 떠나갈 때, 홈즈는 모리아티 교수가 플랫폼에 열차를 세우려고 하는 것을 보았다. 홈즈는 모리아티 교수가 왓슨을 미행했을거라 예상하고 조치를 취해 두었다. 그와 왓슨은 캔터베리에서 내려 목적지를 변경했다. 그들이 뉴헤븐 행 열차를 기다리고 있을 때, 한 량짜리 열차가 굉음을 내며 캔터베리를 지나갔다. 그 열차에는 홈즈를 따라잡기 위해 열차를 전세낸 모리아티 교수가 타고 있었다. 홈즈와 왓슨은 짐 뒤로 몸을 숨겨야 했다.

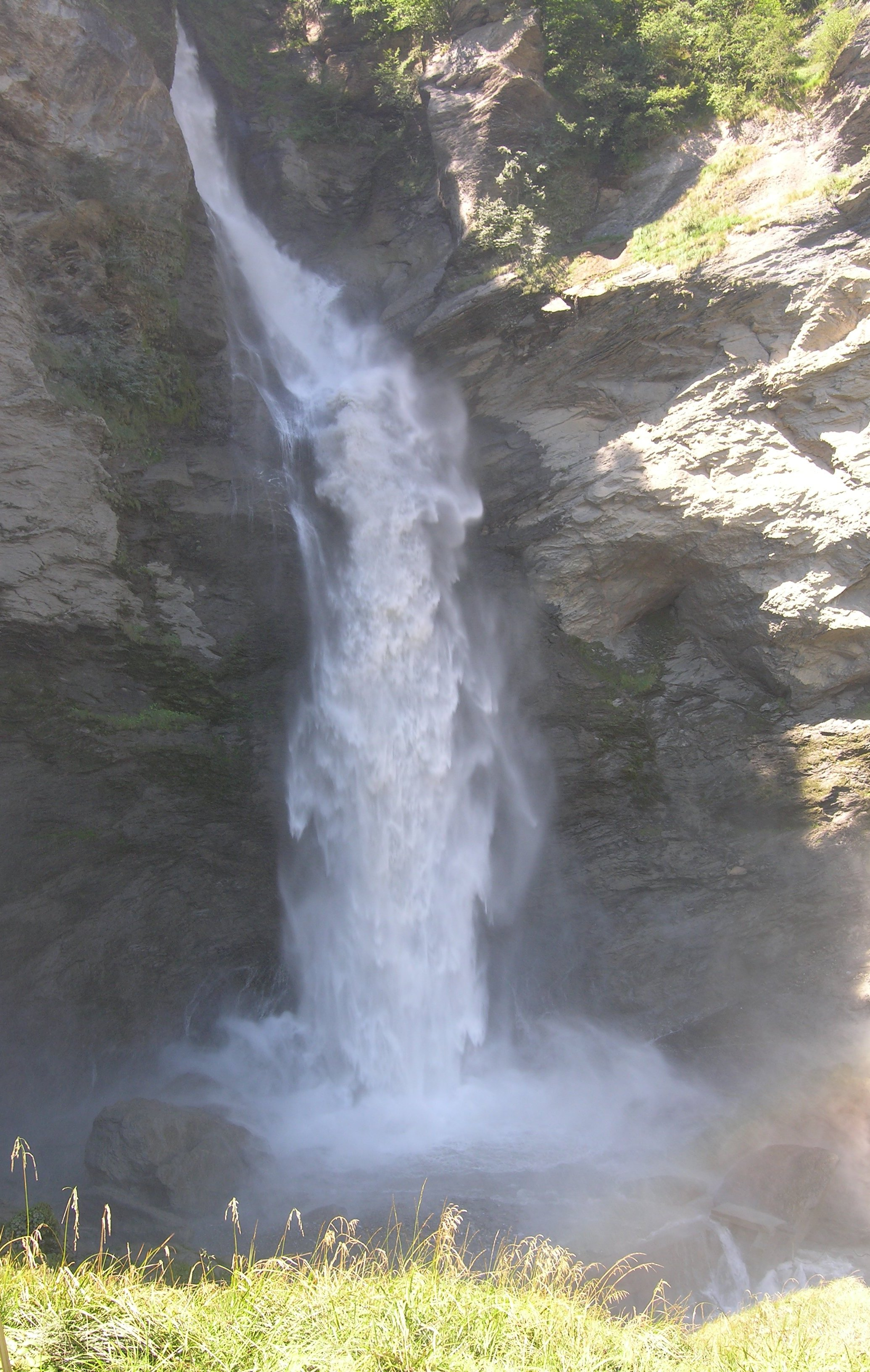
라이헨바흐 폭포

홈즈는 모리아티 교수의 부하 대부분이 영국에서 체포되었다는 메시지를 받고, 왓슨에게 지금부터 매우 위험할 테니 돌아가라고 권고했다. 하지만 왓슨은 홈즈와 함께 있기로 했다. 모리아티 교수는 영국 경찰의 손에서 빠져나와 그들과 함께 유럽 대륙에 있는 게 분명했다.
홈즈와 왓슨은 스위스의 마이링겐에 머물렀다. 그곳에서부터 주변의 명소인 라이헨바흐 폭포까지 걸어서 가기로 했다. 도중에 한 소년이 나타나 왓슨에게 쪽지를 전했다. 병이 난 영국 숙녀가 영국 의사를 찾고 있으니 호텔로 돌아와 달라는 내용이었다. 홈즈는 속임수라는 것을 즉시 알아챘지만 말하지 않았다. 왓슨은 홈즈를 혼자 두고 환자를 보러갔다.
왓슨이 호텔에 도착했을 때, 호텔 주인은 영국 숙녀에 대해 전혀 모르고 있었다. 그제서야 사태를 깨닫고 왓슨은 라이헨바흐 폭포로 달려갔지만 그곳에는 아무도 없었다. 두 벌의 발자국이 막다른 진흙 길로 간 흔적은 있었지만 돌아온 흔적은 없었다. 홈즈가 쓴 쪽지가 바위에 있었다. 그는 왓슨을 부른 것이 속임수임을 알고 있었고, 자신에게 메모를 남길 시간을 준 모리아티 교수와 마지막 결투를 벌일 것이라고 설명했다. 왓슨은 벼랑길 끝에서 격투의 흔적을 발견했다. 홈즈와 모리아티 교수는 목숨을 건 격투 끝에, 둘 다 폭포 아래 협곡으로 떨어져 죽은 것이 너무나 명확했다. 홈즈가 구사일생으로 살아난 사실은 모른채, 왓슨은 비통한 마음으로 영국으로 돌아왔다.

## 뒷 이야기
《마지막 사건》은 제목 그대로였다. 코넌 도일은 이 단편을 끝으로 셜록 홈즈 이야기를 더 이상 쓰지 않기로 했다. 그는 홈즈의 이야기가 좀더 진지한 문학의 노력에 대한 자신의 마음을 혼란스럽게 한다고 느꼈다. 그래서 홈즈를 죽이는 것만이 다시 정상으로 돌아오는 유일한 길이라 생각했다.
하지만 팬들의 빗발치는 요구로 결국 코난 도일은 홈즈를 다시 살려내 《빈집의 모험》에 등장시킨다. 모리아티 조직의 소수의 생존자와 홈즈의 형(마이크로프트)이 셜록 홈즈가 아직 살아있다는 것을 알았다.

## 마이링겐과 폭포의 기념물

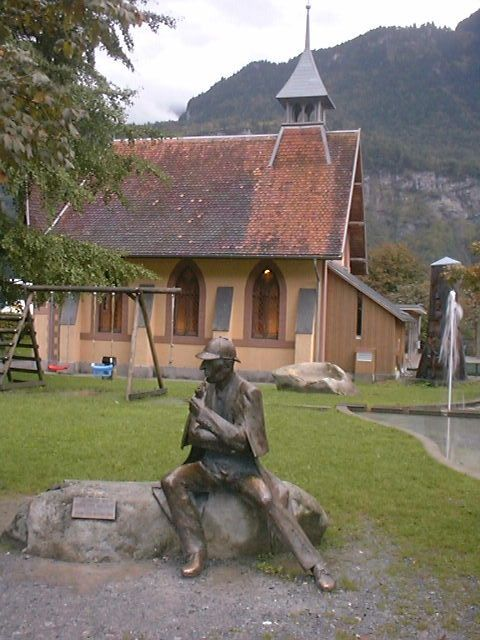
마이링겐의 영국 교회 밖에 있는 홈즈 상

마이링겐의 거주자들은 아직도 도일과 홈즈에게 그들의 폭포에 대한 세계적인 명성과 마이링겐으로 오는 관광객들에 대해 감사하고 있다.
홈즈에게 헌정된 박물관은 현재는 코넌 도일의 집(Conan Doyle Place)이라고 명명된 영국 교회의 지하실에 지어졌다.

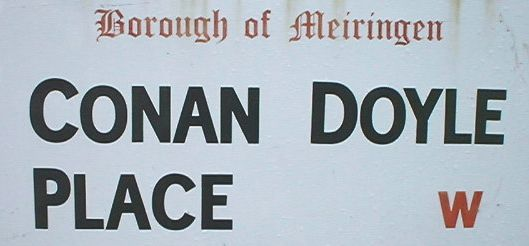
셜록 홈즈 박물관의 런던식 거리 표지판

폭포 근처의 푸니쿨라역에는 "세상에서 가장 유명한 탐정"이라는 기념판이 있다.
모리아티와 홈즈가 추락한 것으로 생각되는 암석은 폭포의 다른 쪽에 있다. 그곳은 폭포 위의 길을 올라 다리를 넘어 접근할 수 있다. 그 암석에는 영어, 독일어, 프랑스어로 적힌 명판이 있다. 내용은 "이 끔찍한 장소에서 1891년 5월 4일, 셜록 홈즈가 모리아티 교수를 사라지게 하다 "라고 쓰여있다. 또한 이곳은 전망대에서 볼 수 있도록 큰 십자가로 표시되어 있다.